# 斯维里斯特罗伊
斯维里斯特罗伊（羅馬化：Svirʹstroy）是俄罗斯列宁格勒州的市级镇，属洛杰伊诺耶波列区，地处列宁格勒州东北部，位于区行政中心洛杰伊诺耶波列、州府圣彼得堡及加特契纳东北方。奥涅加湖与拉多加湖之间的斯维里河流经该地。
1927年，因建设下斯维里水电站而形成聚居地；1931年设市级镇。该地2021年人口有851人；2010年人口927；2002年人口1,044；1989年人口1,156。